# Oppfinnar-Jockes kluriga magasin
Oppfinnar-Jockes kluriga magasin var en tidskrift som getts ut i Sverige av Egmont Kärnan från 1982 till dess att publikationen lades ned 2007. 
Den bestod av korsord, pyssel, knep och knåp samt några tecknade serier, koncentrerat kring Oppfinnar-Jocke.